# Unió (Guerra Civil dels Estats Units)
La Unió (també coneguda com el Nord) va ser el nom amb què es va conèixer els Estats Units d'Amèrica durant la Guerra Civil dels Estats Units (1861–1865), i específicament al govern nacional del President Abraham Lincoln i els 20 estats lliures, així com quatre estats esclavistes limítrofes (alguns amb governs i tropes dividits i enviats alhora al nord i al sud) que hi donaven suport. La Unió va enfrontar-se a 11 estats esclavistes del sud (o 13, segons el punt de vista del sud i un territori de l'oest), que van formar els Estats Confederats d'Amèrica, també coneguts com "la Confederació" o "el Sud".

## Història
Tots els estats de la Unió van aportar soldats a l'exèrcit estatunidenc (conegut com l'exèrcit de la Unió), malgrat que les àrees frontereres també enviaven desenes de milers de soldats cap al sud per a entrar a la Confederació. Els estats de la frontera eren essencials com a font d'avituallament per a la invasió unionista, i Lincoln es va adonar que no podria guanyar la guerra sense el control d'aquests estats fronterers; especialment Maryland, que quedava al nord de Washington DC, la capital nacional.
Els estats del nord-est i la part superior del centre-oest van aportar tota mena de recursos, i per tota la Unió es van establir hospitals militars. La majoria d'estats tenien governants del partit republicà, que recolzaven els esforços de la guerra i van suprimir la subversió antibel·licista del 1863 al 1864. El partit demòcrata va donar molt de suport a la guerra al començament (1861), però l'any següent es va dividir entre els partidaris ("War Democrats") i els detractors de la guerra ("Copperheads"). El 1862 els demòcrates van guanyar majoritàriament les eleccions, però l'any següent van perdre terreny, especialment a Ohio. El 1864 els republicans van fer campanya sota el nom de Partit de la Unió Nacional, cosa que va atraure moltes persones del bàndol "War Democrat" i soldats i va aconseguir una victòria de Lincoln sobre el candidat de l'oposició, George Brinton McClellan.

## Mida i força

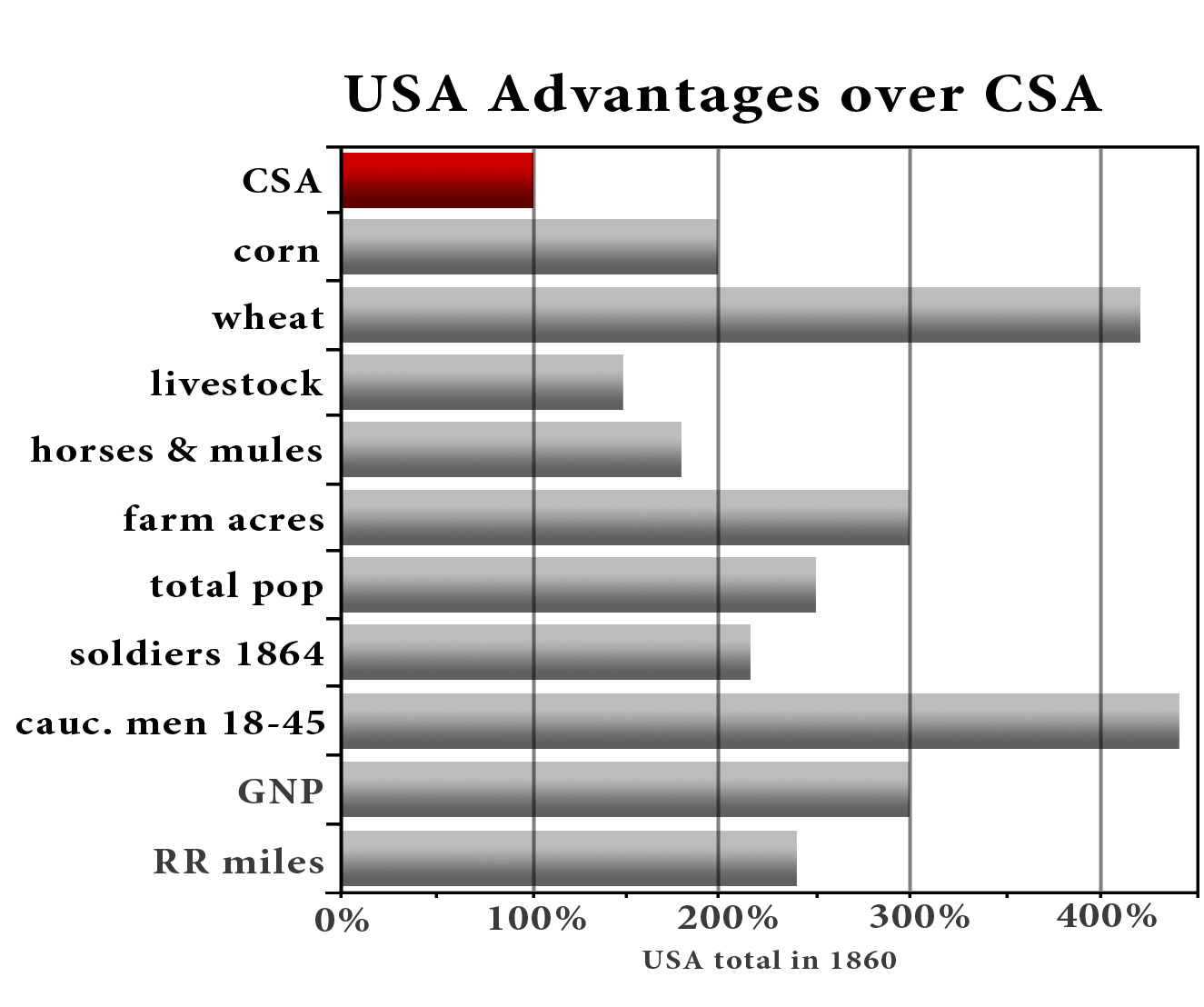
La Unió va avantatjar àmpliament la Confederació en homes i recursos al començament de la guerra, i la ràtio va seguir augmentant de manera ferma.

A diferència de la Confederació, la Unió tenia una gran àrea industrialitzada i urbanitzada (el nord-est), i uns sistemes comercials, de transport i financers més avançats que el rural sud; a més, la Unió gaudia d'una avantatge en soldats de 5 a 2 al començament de la guerra.
Any rere any, la Confederació empetitia i va perdre control de la creixent quantitat de recursos i població; mentrestant, la Unió va transformar el seu creixent avantatge potencial en una força militar més forta. D'altra banda, gran part de la força unionista havia d'estar familiaritzada amb les àrees conquerides per la guarnició i protegir les vies de tren i altres punts vitals. Els grans avantatges de la Unió tant en població com en indústria van demostrar ser factors vitals a llarg termini en la seva victòria sobre la Confederació, però la Unió va necessitar molt de temps per a mobilitzar completament aquests recursos.

## Presoners de guerra
Ambdós bàndols tenien camps de presoners, que van encabir uns 400.000 captius, tot i que molts altres presoners van ser alliberats ràpidament i no van ser enviats a cap camp. El 1901 la Record and Pension Office va comptabilitzar 211.000 unionistes capturats, la majoria dels quals va ser immediatament deixats en llibertat incondicional en el període comprès entre 1861 i 1863. Després que el sistema d'intercanvi de presoners fracassés aquest darrer any uns 195.000 presoners confederats van ser enviats a camps de presoners; alguns d'ells van intentar escapar, però pocs ho van aconseguir. En contraposició, 464.000 confederats van ser capturats (molts en els últims dies) i 215.000 empresonats. Més de 30.000 presoners de la Unió i prop de 26.000 de la Confederació van morir en captiveri: tan sols un 12% dels captius en presons unionistes, comparat amb el 15'5% que ho va fer en presons del sud.

## Estats unionistes
- Washington D.C

| - Califòrnia - Connecticut - Delaware* - Illinois - Indiana | - Iowa - Kansas - Kentucky†* - Maine - Maryland* | - Massachusetts - Michigan - Minnesota - Missouri†* | - Nevada - Nou Hampshire - Nova Jersey - Nova York | - Ohio - Oregon - Pennsilvània - Rhode Island | - Vermont - Virgínia†* - Virgínia de l'Oest* - Wisconsin |

* Estats fronterers amb esclavitud l'any 1861.
† Tenien dos governs estatals, un Unionista i un Confederat, ambdós afirmant ser el govern legítim del seu estat. Els governs confederats de Kentucky i Missouri mai no van tenir un control significatiu del seu estat.
Virgínia de l'Oest es va separar de Virgínia i va esdevenir part de la Unió durant la guerra, el 20 de juny de 1863. Nevada també es va unir a la Unió durant la guerra, passant a ser un estat el 31 d'octubre de 1864.

### Territoris unionistes

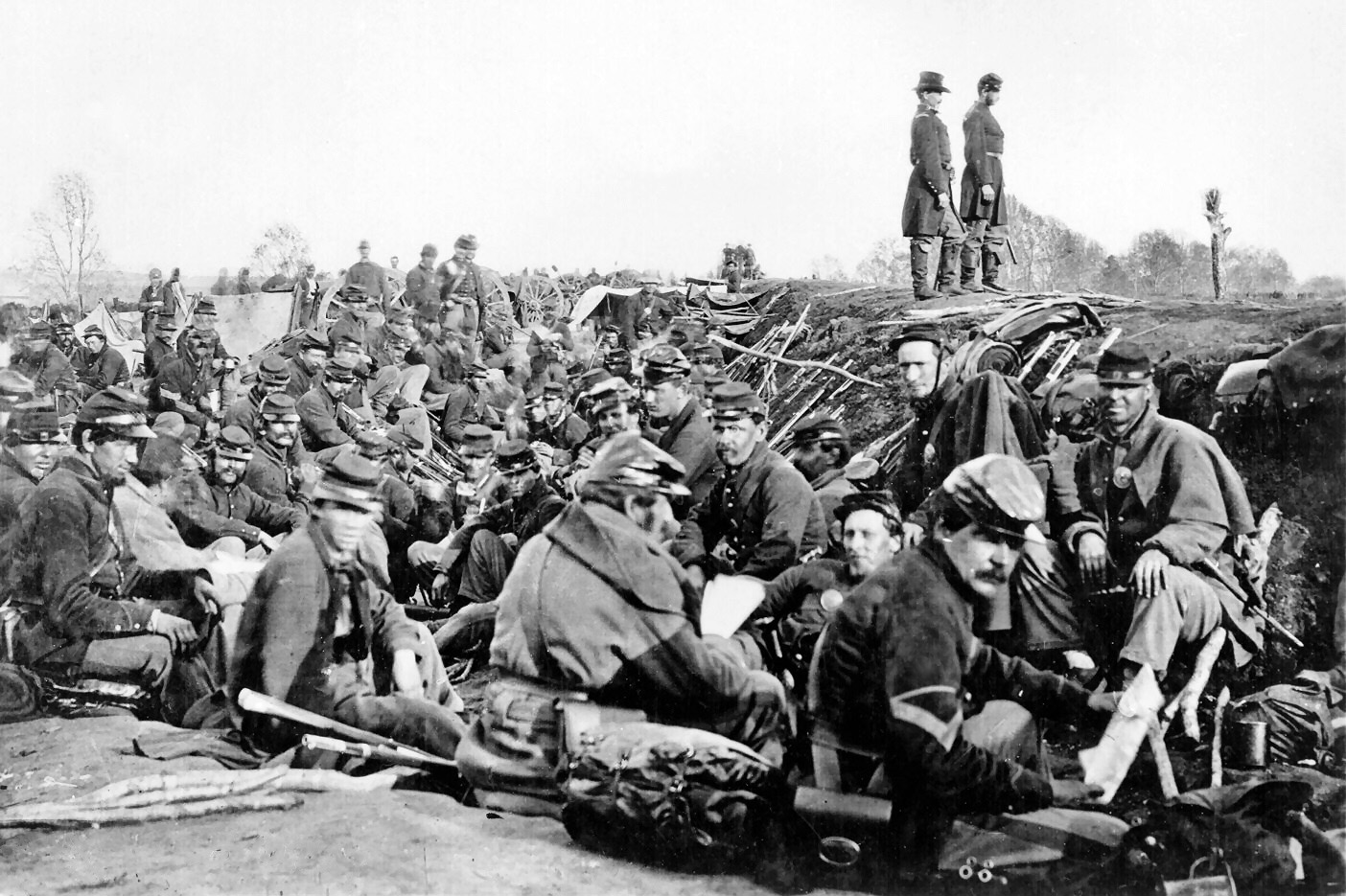
Soldats unionistes atrinxerats al riu Rappahannock durant la batalla de Chancellorsville (Fredericksburg (Virgínia), 1863.

Els territoris controlats per la Unió l'abril del 1861 eren:
- Territori de Colorado
- Territori de Dakota
- Territori Indi (disputat amb la Confederació)
- Territori de Nebraska
- Territori de Nevada (que va esdevenir estat el 1864)
- Territori de Nou Mèxic
  - Territori d'Arizona (separat el 1863)
- Territori de Utah
- Territori de Washington
  - Territori d'Idaho (separat el 1863)
    - Territori de Montana (separat el 1864)

El Territori Indi va viure la seva pròpia guerra civil, ja que les grans tribus tenien esclaus i donaven suport a la Confedració.